# Pelastoneurus donskoffi
Pelastoneurus donskoffi är en tvåvingeart som beskrevs av Grichanov 2004. Pelastoneurus donskoffi ingår i släktet Pelastoneurus och familjen styltflugor. Inga underarter finns listade i Catalogue of Life.